# 奥岳川
奥岳川（奥嶽川）（おくだけがわ）は、大分県豊後大野市を流れる大野川水系の一級河川。

## 概要
祖母山系を水源とし、豊後大野市の緒方・清川・三重地区を流れて、旧石器時代の遺跡である岩戸遺跡付近で大野川に合流する。九州でも屈指の清流とされ知られる。最上流部には川上本谷、ウルシワ谷、三枚谷、上流部には川上渓谷、中流部には滞迫峡（たいざこきょう）などの渓谷が発達している。
1954年（昭和29年）までは、上流に三菱金属尾平鉱山があり、錫や銅などを産出していた。この影響で、昭和40年代前半までは鉱毒汚染が問題となったことがある。
清川町にある轟川との合流地点のすぐ上流側には、轟橋（とどろばし）と出會橋（であいばし）の2本の石造アーチ橋が隣り合って架かっている。轟橋は1934年（昭和9年）に、出會橋は1925年（大正14年）に架けられたもので、轟橋のアーチの径間は32.1m、出會橋は29.3mと、石造アーチ橋としては日本で第1位、第2位の径間を誇る。